# Nanonaucoris
Nanonaucoris is een geslacht van wantsen uit de familie van de Naucoridae (Zwemwantsen). Het geslacht werd voor het eerst wetenschappelijk beschreven door Zettel in 2001.

## Soorten
Het genus bevat de volgende soorten:

- Nanonaucoris boukali Zettel, 2001
- Nanonaucoris minimus Zettel, 2001